# Бакурадзе, Иовел Кимотеевич
Иовел Кимотеевич Бакуразе (1912 год, село Квалити, Шорапанский уезд, Кутаисская губерния, Российская империя — неизвестно, Грузинская ССР) — главный агроном отдела сельского хозяйства Абролаурского района, Грузинская ССР. Герой Социалистического Труда (1949).

## Биография
Родился в 1912 году в крестьянской семье в селе Квалити Шорапанского уезда. С раннего возраста трудился в сельском хозяйстве. В последующем окончил сельскохозяйственный институт. Трудился на различных должностях в сельском хозяйстве Грузинской ССР до призыва в декабре 1942 года в Красную Армию по мобилизации. Участвовал в Великой Отечественной войне. Воевал пулемётчиком 1310-го стрелкового полка 19-й стрелковой дивизии. В июле 1943 года получил серьёзное ранение. После излечения в декабре 1943 года демобилизовался и возвратился в Грузию.
В послевоенное время — главный агроном отдела сельского хозяйства Амбролаурского района. Занимался восстановлением сельскохозяйственного производства Амбролаурского района. В 1948 году обеспечил перевыполнение в целом по району планового сбора урожая винограда на 32,1 %. Указом Президиума Верховного Совета СССР от 9 августа 1949 года удостоен звания Героя Социалистического Труда за «получение высоких урожаев винограда в 1948 году» с вручением ордена Ленина и золотой медали «Серп и Молот» (№ 4394).
Этим же Указом званием Героя Социалистического Труда были награждены руководители Абролаурского района первый секретарь Абролаурского райкома партии Аполлон Александрович Чичинадзе, председатель райисполкома Шалва Семёнович Кахидзе и заведующий районным отделом сельского хозяйства Михаил Дмитриевич Беденашвили.
В последующем преподавал в институте. С 1969 года — персональный пенсионер союзного значения. Дата смерти не установлена (после 1985 года).
Награды
- Герой Социалистического Труда
- Орден Ленина
- Орден Отечественной войны 2 степени (11.03.1985)
- Орден «Знак Почёта» (02.04.1966)
- Медаль «За отвагу» (06.11.1947)